# بیله‌و
بیله‌و (به لاتین: Biləv، به ارمنی: Բղև بغو) یک منطقه مسکونی در جمهوری آذربایجان است که در شهرستان اردوباد واقع شده است. بیله‌و ۱۲۰۳ نفر جمعیت دارد.